# Hockey Club Asiago 1996-1997
Questa pagina contiene i dati relativi alla stagione hockeystica 1996-1997 della società di hockey su ghiaccio HC Asiago.

## Campionato
- Piazzamento: 7° in serie A1.

## Roster
- Gianfranco Basso
- Jean Baptiste Dell'Olio
- Cristian Rela
- Riccardo Mosele
- Marco Mosele
- Stefano Frigo
- Stefano Magnabosco
- Michele Strazzabosco
- Cristiano Sartori
- Sergio Rigoni
- Valentino Vellar
- Roberto Cantele
- Igor Alberti
- Stefano Segafredo
- Paolo Cantele
- Manuel Rigoni
- Franco Vellar
- Luca Rigoni
- Fabio Rigoni
- Joe Ciccarello
- Giorgio De Bettin
- Kim Kyle Maier
- Ferro Tomas

### Allenatore
Dale McCourt